# Iker Leonet Iza
Iker Leonet Iza (Oiartzun, 10 december 1983) is een Spaans voormalig wielrenner.

## Belangrijkste overwinningen
2004
- 3e etappe Ronde van Cantabria

## Tourdeelnames
geen